# Stuers-Inseln
Die Stuers-Inseln sind eine unbewohnte Inselgruppe im Louisiade-Archipel. Politisch sind sie Teil der Provinz Milne Bay im südöstlichen Papua-Neuguinea.
Die Inseln befinden sich 16 km südöstlich von Wari, die Insel Quessant (Tariwerwi) ist weitere 16 km in Richtung Südosten entfernt. Die Inselgruppe besteht aus zwei Inseln, Marai (29 ha) und Taliwewai (4,6 ha). Marai ist die größere der beiden Inseln. Sie ist 20 m hoch. Taliwewai liegt 1,7 km nordöstlich und ist 12 m hoch. Im Westen der Stuers-Inseln befindet sich ein großes Gebiet mit Riffen und Untiefen, die Uluma-Riffe (Uluma Reefs oder Suckling Reefs).